# SN 2009fg
SN 2009fg – supernowa typu Ia odkryta 20 maja 2009 roku w galaktyce A125423+5643. W momencie odkrycia miała maksymalną jasność 20,40m.